# Gísls þáttr Illugasonar
Gísls þáttr Illugasonar es una historia corta islandesa (þáttr) que trata sobre un periodo de la vida de Gísl Illugason cuando mata a Gjafvaldr, un huscarle de Magnus III de Noruega, que previamente había asesinado a su padre. Gísls es defendido incondicionalmente por islandeses residentes como Teitur, hijo del obispo Gissur Ísleifsson de Skálholt y Jón Ögmundsson, más tarde obispo de Hólar. Finalmente hay una reconciliación con el rey y Gísl reemplaza a Gjafvaldr en el hird real. Es una historia que promueve virtudes como la valentía, firmeza, honor y amistad.